# Salvatore Montalto
Salvatore Montalto (Villabate, 3 aprile 1936 – Milano, 4 aprile 2012) è stato un mafioso italiano.
Dopo la guerra di mafia dei primi anni ottanta, è stato capo del mandamento mafioso di Villabate; inizialmente era braccio destro del boss Salvatore Inzerillo, ma poi entrò nel clan dei corleonesi, che vinsero la seconda guerra di mafia, nella quale Salvatore Inzerillo, Santo (il fratello di Inzerillo) e Giovanni Di Peri furono vittime dello stesso Montalto. Nell'estate del 1982 Salvatore Montalto fu anche autore di tre omicidi nella provincia di Palermo, tra Altavilla Milicia, Casteldaccia e Bagheria, conosciuto come "Il triangolo della morte".
L'agosto 1982 fu il più sanguinario degli anni '80: il 5 agosto venne ucciso Giusto Parisi nei pressi del cimitero di Altavilla, fratello e braccio destro di Antonino Parisi. Dopo fu il turno di Santo Grassadonia, vicino alla famiglia di Villabate. Il 7 agosto nella mattinata, a Bagheria ci fu l'omicidio di Francesco Pinello, amico di Giusto Parisi.
Fu arrestato in un blitz di Ninni Cassarà il 7 novembre 1982, ma sette giorni dopo il poliziotto Calogero Zucchetto fu ucciso mentre indagava su Pino Greco.
Detenuto a Milano e malato terminale di cancro è stato scarcerato per motivi di salute pochissimi giorni prima della sua morte che è avvenuta il 4 aprile 2012 all'età di 76 anni.